# Stazione di Kew Gardens
La stazione di Kew Gardens è una stazione situata a Kew, nel borgo londinese di Richmond-upon-Thames. È posta sulla ferrovia North London ed è servita dai treni della linea District della metropolitana di Londra.

## Storia
La stazione venne aperta dalla London and South Western Railway (L&SWR) il 1º gennaio 1869, ed era ubicata sulla nuova derivazione della L&SWR fino a Richmond.

## Strutture e impianti
L'ingresso principale alla stazione è all'angolo tra Station Parade, Station Avenue e Station Approach. Vi è un'ulteriore entrata, accessibile ai portatori di handicap, su North Road, dall'altra parte del fascio di binari; i due accessi sono connessi da un sottopasso pedonale.
Gli edifici di mattoni gialli a due piani della stazione sono ottimi esempi di architettura ferroviaria dell'età vittoriana e sono preservati come parte dell'area protetta di Kew Gardens.
Kew Garden è l'unica stazione della rete della metropolitana di Londra ad avere un pub attaccata ad essa. Il pub ha una porta (anche se non più utilizzata) che portava direttamente alla banchina del binario 1. Fino alla riapertura dopo la restrutturazione del 2013, il nome di questo pub era "The Railway", mentre ora è "The Tap in the Line".
La stazione di Kew Gardens si trova al confine tra la Travelcard Zone 3 e la Travelcard Zone 4.

## Movimento
L'impianto è servito dalla relazione Richmond-Stratford della London Overground.
Il servizio usuale negli orari di morbida presenta il seguente schema:
- 4 treni all'ora in direzione Stratford;
- 4 treni all'ora in direzione Richmond.

Il servizio della linea District della metropolitana, invece, consta di sei treni all'ora in direzione Upminster e altrettanti in direzione Richmond.

## Interscambi
Nelle vicinanze della stazione effettuano fermata alcune linee urbane automobilistiche, gestite da London Buses.
- Fermata autobus